# Песнь убийцы маленького городка
«Песнь убийцы маленького городка» (англ. Small Town Murder Songs) — канадский фильм-триллер, снятый режиссёром Эд Гасс-Доннели в 2010 году. Фильм выиграл большое количество различных премий и  кинонаград, а также получил рейтинг 6 из 10 на сайте IMDb. Премьера состоялась в рамках международного кинофестиваля в Торонто 14 сентября 2010 года. В кинотеатрах США фильм вышел в ограниченном выпуске 26 мая 2011 года.

## Сюжет
Фильм «Песнь убийцы маленького городка» представляет собой рассказ, в основе которого лежит тема преступления и искупления. Повествование сосредоточено на стареющем полицейском из небольшого провинциального городка, пытающемся скрыть от окружающих свое прошлое.
Уолтер — начальник полиции в небольшом городе, где на берегу озера найдено тело убитой молодой женщины. Об убийстве полицейскому по телефону сообщает до боли знакомый женский голос. Позже выясняется, что женщина не является местной жительницей, и Уолтер помогает по мере сил в расследовании преступления вышестоящему полицейскому подразделению. Вскоре молодую женщину опознают, и герою фильма становится очевидным, что его прежнее любовное увлечение вновь напоминает о себе.

## В ролях
| Актёр             | Персонаж     |
| ----------------- | ------------ |
| Петер Стормаре    | Уолтер       |
| Марта Плимптон    | Сэм          |
| Аарон Пул         | Джим         |
| Джилл Хеннесси    | Рита         |
| Джеки Барроуз     | Олив         |
| Эри Коэн          | Вашингтон    |
| Стефен Макинтайр  | Стив         |
| Трент Маккаллен   | офицер Кевин |
| Александрия Бенуа | Сара         |
| Эми Рутерфорд     | Ева          |
| Кэт Жермен        | Дженни       |

## Саундтрек
Большая часть песен написана канадской инди-рок группой Bruce Peninsula
| № | Название композиции          | Авторы / исполнители                 | Время | Примечания                  |
| - | ---------------------------- | ------------------------------------ | ----- | --------------------------- |
| 1 | «As Long As I Live»          | Bruce Peninsula                      | 2:05  | Инструментальные композиции |
| 2 | «Antioch 277»                | Henagar Union Sacred Harp Convention | 2:13  | Инструментальные композиции |
| 3 | «Rosie»                      | Bruce Peninsula                      | 3:12  | Инструментальные композиции |
| 4 | «Crabapples»                 | Bruce Peninsula                      | 2:36  | Инструментальные композиции |
| 5 | «Shutters»                   | Bruce Peninsula                      | 5:32  | Инструментальные композиции |
| 6 | «Bitty Baby»                 | Bruce Peninsula                      | 4:30  | Инструментальные композиции |
| 7 | «Satisfied»                  | Bruce Peninsula                      | 1:07  | Инструментальные композиции |
| 8 | «Lift Em Up/jack Can I Ride» | Bruce Peninsula                      | 3:12  | Инструментальные композиции |
| 9 | «Steamroller»                | Bruce Peninsula                      | 4:39  | Инструментальные композиции |

## Номинации и награды
Туринский международный фестиваль молодёжного кино (2010)
- FIPRESCI Prize за «Лучший фильм» (продюсеры Ли Ким и Эд Гасс-Доннели)

Кинофестиваль в Уистлере (2010)
- Phillip Borsos Award в категории «Лучшая женская роль» (Марта Плимптон)

Кинофестиваль в Финиксе (2011)
- Copper Wing Award в категории «Лучшая режиссёрская работа» мирового кино (Эд Гасс-Доннели)

Международный кинофестиваль в Индианаполисе (2011)
- Приз за «Лучший фильм» (продюсеры Ли Ким и Эд Гасс-Доннели)

Vancouver Film Critics Circle (2012)
- VFCC Award в категории «Лучшая мужская роль в канадском фильме» (Петер Стормаре)
- Номинации в категориях «Лучший фильм», «Лучшая режиссёрская работа» (Эд Гасс-Доннели) и «Лучшая женская роль второго плана» (Джилл Хеннесси) для канадских фильмов

## Критика
Фильм получил в целом положительные отзывы кинокритиков. На сайте Rotten Tomatoes фильм имеет рейтинг 79 % на основе 19 рецензий со средним баллом 6,1 из 10. На сайте Metacritic фильм имеет оценку 66 из 100 на основе 10 рецензий критиков, что соответствует статусу «в целом положительные отзывы».